# レイシャル・プロファイリング

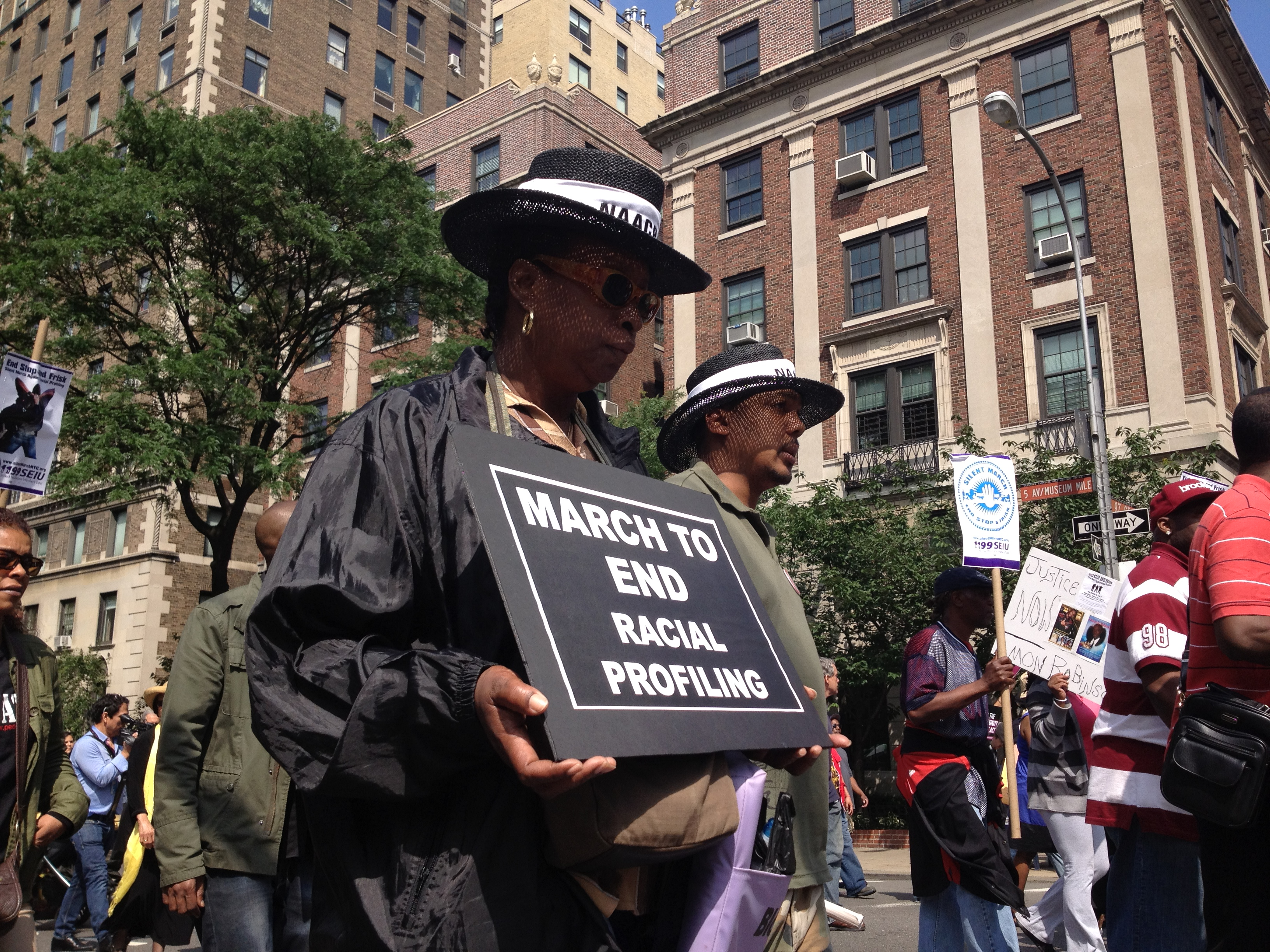
レイシャル・プロファイリングをやめてと訴えるサイレント・マーチ

レイシャル・プロファイリング (racial profiling) とは、警察官や保安官といった法の執行者が特定の人種や肌の色、民族、宗教、国籍、言語といった属性にもとづいて個人を捜査の対象とすること。アメリカ合衆国では警察が故意にアフリカ系アメリカ人およびその他の有色民族を調査対象に絞って差別的な捜査を行っているのではないかと問題視されてきた。レイシャルプロファインリングは合衆国憲法に抵触するとされ、人種差別の観点から批判の声があがっている。
警察はドライバーや通行人を不審人物とみなした場合、ストップ・アンド・フリスク (stop and frisk) という所持品検査や職務質問などを行っている。特に若い黒人男性がその対象となることが多く、走行中に停車させられ、あるいは公の場で突然尋問や身体検査が行われることもある。また警察によって不必要に暴力を受けたり殺害されたりするケースが多く報告されている。一方で、捜査は妥当なものであるという主張もなされている。

## ストップ・アンド・フリスク (Stop-And-Frisk)
ニューヨーク市警察が2009年に発表したデータによると、警察が市民を引き留め身体調査 (ストップ・アンド・フリスク) した575,000人の歩行者のうち、黒人は市の人口の23パーセントにすぎないにも関わず、55%のアフリカ系アメリカ人が対象になっており一方で人口の35%を占めている白人系は、10％しか調査対象になっていなかった。
違法薬物の使用に関する全国調査では、使用する割合は白人もアフリカ系も同程度だったが、2018年度には、黒人10万人あたり約750人が薬物関連で逮捕されているのに対し、白人系は10万人あたり350人だった。

アフリカン・アメリカン・スタディーズの第一人者でありハーバード大学のヘンリー・ルイス・ゲイツ教授は、自分の家の鍵が壊れていたために苦心してドアを開けようとした際に警察に通報され逮捕された。このことはゲイツの友人でもある時の大統領バラク・オバマを巻き込んで大きな社会的議論となった。
しかしこのオバマの発言は警察との関係悪化を招き、また支持率にネガティブな影響を与えた。
2018年、オバマ政権のホワイトハウスの元スタッフであったダレン・マーティンはアパート引っ越しの日に隣人から「武装した黒人の強盗」と通報され、6人ほどの武装警官に囲まれた。なぜ武装していると認識したのか理由はわからないが、一歩間違えれば命の危険があった。
2018年10月7日、米南部ジョージア州アトランタで黒人男性のコーリー・ルイスが白人の子供の面倒を見ながら買い物をしていたところ、警察に通報されて子供たちの前で職務質問された。この事件で#BabysittingWhileBlack (黒人でベビーシッター) の怒りのツイートが続出した。
2018年04月16日、米コーヒー・チェーン大手スターバックスは、フィラデルフィアの店舗で友人を待っていただけの黒人2人が店長に店から出るよう言われ、拒否して逮捕された件について謝罪した。

## 走行中の黒人 (Driving While Black)
しばしば問題とされているのは、交通法の明白な違反ではなく、ただ運転者が黒人あるいは有色人種であるということのために、運転手が警察官によって停止されるというケースが非常に多いと報告されている。いわゆる、飲酒運転 (driving while intoxicated: DWI) をもじり、冷笑的に、走行中の黒人 (driving while black: DWB) ともいわれる、走行中のアフリカ系アメリカ人をターゲットにした捜査。
多くの有名なアフリカ系アメリカ人もまた、運転中に何らかのプロファイリングが疑われる経験をしたことを公表している。
著名な天体物理学者でアメリカ自然史博物館ヘイデン・プラネタリウム館長をつとめるニール・ドグラース・タイソンは、何度も警察によって車を路肩によせられたときの警察の曖昧な理由と、多くのアフリカ系アメリカ人物理学者が同様な経験をしていることを示し、こう語っている。

## アフリカ系アメリカ人だけではないプロファイリング
2001年、アメリカ同時多発テロ発生当時、当時ブッシュ政権内で運輸長官を務めたノーマン・ミネタは、9月21日にすべてのアメリカの航空会社にむけて、中東出身者やイスラム教徒を対象にした如何なるレイシャル・プロファイリングも禁止する異例の通知をだした。後にこの時のことを彼自身の太平洋戦争時の日系人強制収容所の経験にたち、憲法的で正しい判断だったと語っている。
2020年2月、新型コロナウイルスが外国人嫌悪を伴って世界中に拡散する中、各地のアジア系社会への偏見が煽られている。オーストラリア緊急医療大学（ACEM）は、「誤情報」によってレイシャルプロファイリングがあおられていると指摘している。
米テキサス州在住のムスリム（イスラム教徒）男性2人が、自宅に戻るため搭乗したアメリカン航空の国内線の機内で、自分たちの人種や宗教をもとに不審者扱いするレイシャル・プロファイリングを受けたとし、調査を求めている。

## 日本におけるレイシャル・プロファイリング
日本の警察では経験則に基づいたレイシャル・プロファイリングを行っている疑いがある。警察官の対応は暴力や罵倒を伴わず丁寧な物腰ではあるが、長時間公衆の面前で複数人によって引き留める行為（警察官は常に2人一組で行動する）が対象者を犯罪者予備軍視し、尊厳を傷つけているという指摘がある。
2021年1月下旬、バハマ人と日本人の混血男性が東京駅構内でスマートフォンを操作しているときに警察官から「警察官を気にしていた」という理由で職務質問を受け、「ドレッドヘアーの人物が薬物を所持している可能性が多い」という経験則を元に所持品検査を受けた。警察官の対応が不適切だと感じた男性は、日本の反人種差別団体「Japan for Black Lives」にその様子を撮影した動画を提供。同団体がSNSに投稿した動画は拡散され、日本国外のメディアにも取り上げられた。京都大学教授の竹沢泰子は外見を元にした職務質問はレイシャル・プロファイリングに該当するとしており、弁護士の針ケ谷健志は職務質問の根拠となる警察官職務執行法に反する手法であり、違法な対応であると指摘している。警察庁では挙動の不審さから職務質問に及んだもので違法では無いとしている。
2021年12月6日、在日米国大使館は「レイシャル・プロファイリングが疑われる事案で、外国人が日本の警察から職務質問を受けたという報告があった。数名が拘束され、職務質問や所持品検査をされている」として在日アメリカ人に対し、拘束されたとき領事館への連絡を要請するように呼びかけた。在日外国人から職務質問の対象とされているとの訴えはあったが、これまで大使館が反応していなかったことについて、大使館員が職務質問の対象となった可能性が指摘されている。
2022年10月には、ナイジェリア人と日本人のダブルルーツ（国籍は日本）の20代の男性が、ドレッドヘアに浅黒い肌というだけで、中学生の頃から30回もの職務質問を受けた体験談を語っている。彼によれば、本人確認書類によって日本国籍と分かった瞬間、警察官は態度が一転して丁寧になったという。
日本では法律やガイドラインをつくる動きは具体化しておらず、警察庁などの自主的な対応に任されている。宮下弁護士は、信頼を得るためにも定期的に実態調査し、レイシャル・プロファイリングを防ぐための法律やガイドラインの整備を急ぐべきだという。

## アメリカ
宮下萌弁護士によると、アメリカの研究を踏まえると、そこでのレイシャル・プロファイリングの歴史は大きく「3つの波」に分けられるという。第1波は1980年代後半、麻薬取り締まりが強化されるなかアフリカ系米国人をターゲットにした捜査が問題視された。警察がスピード違反で車を停止させ、車内を捜索して麻薬を見つけるといった手法が行われていた。第2波は2001年の9・11同時多発テロ後に広がったイスラム教徒（ムスリム）を狙った捜査である。第3波はメキシコと国境を接する州などで主にヒスパニックを対象にしたものである。

## 国連
2020年、国連の人種差別撤廃委員会はレイシャル・プロファイリングを防ぐための一般的勧告「法執行官によるレイシャル・プロファイリングの防止およびこれとの闘いに関する一般的勧告36号」を出した。勧告はレイシャル・プロファイリングの共通要素として、法執行当局が客観的な基準や合理的な理由ではなく人種や肌の色などにもとづいて捜査することなどを挙げる。日本を含む人種差別撤廃条約の締約国には、レイシャル・プロファイリングを防ぐ法律やガイドラインをつくるよう求めている。